# Halfway Lake Provincial Park
Halfway Lake Provincial Park är en park i Kanada.   Den ligger i provinsen Ontario, i den sydöstra delen av landet, 500 km väster om huvudstaden Ottawa. Halfway Lake Provincial Park ligger 427 meter över havet. Arean är 47 kvadratkilometer.
Terrängen runt Halfway Lake Provincial Park är platt. Trakten runt Halfway Lake Provincial Park är nära nog obefolkad, med mindre än två invånare per kvadratkilometer.. Det finns inga samhällen i närheten. 
I omgivningarna runt Halfway Lake Provincial Park växer i huvudsak blandskog.